# Vivero (cràter marcià)

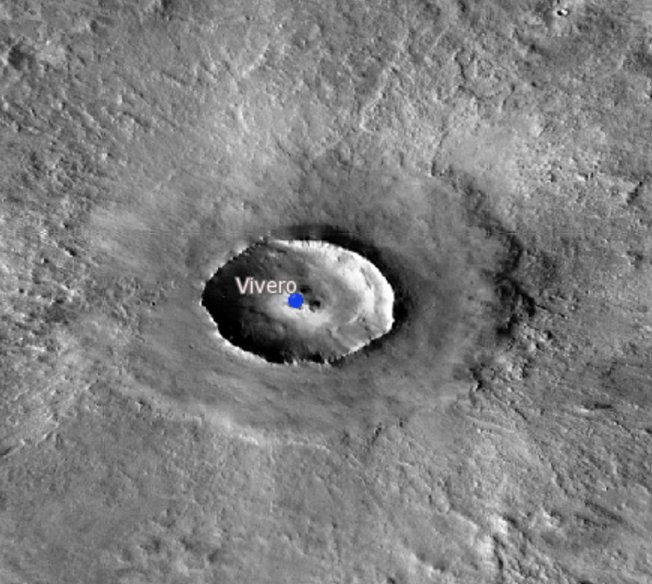
Cràter marcià Vivero. Imatge Infraroja. (IAU/USGS/Goddard/Al SEU/USGS)

Vivero és un cràter d'impacte del planeta Mart situat al sud-oest del cràter Bulhar, a l'oest de Mie, al nord-oest de Chincoteague, al nord de Kufra i al nord-est de Nier, a 49° nord i 118.8° est.
L'impacte va causar una obertura de 28 quilòmetres de diàmetre. El nom va ser aprovat el 1979 per la Unió Astronòmica Internacional, en honor de la localitat gallega de Viveiro.